# Wira Ahejewa

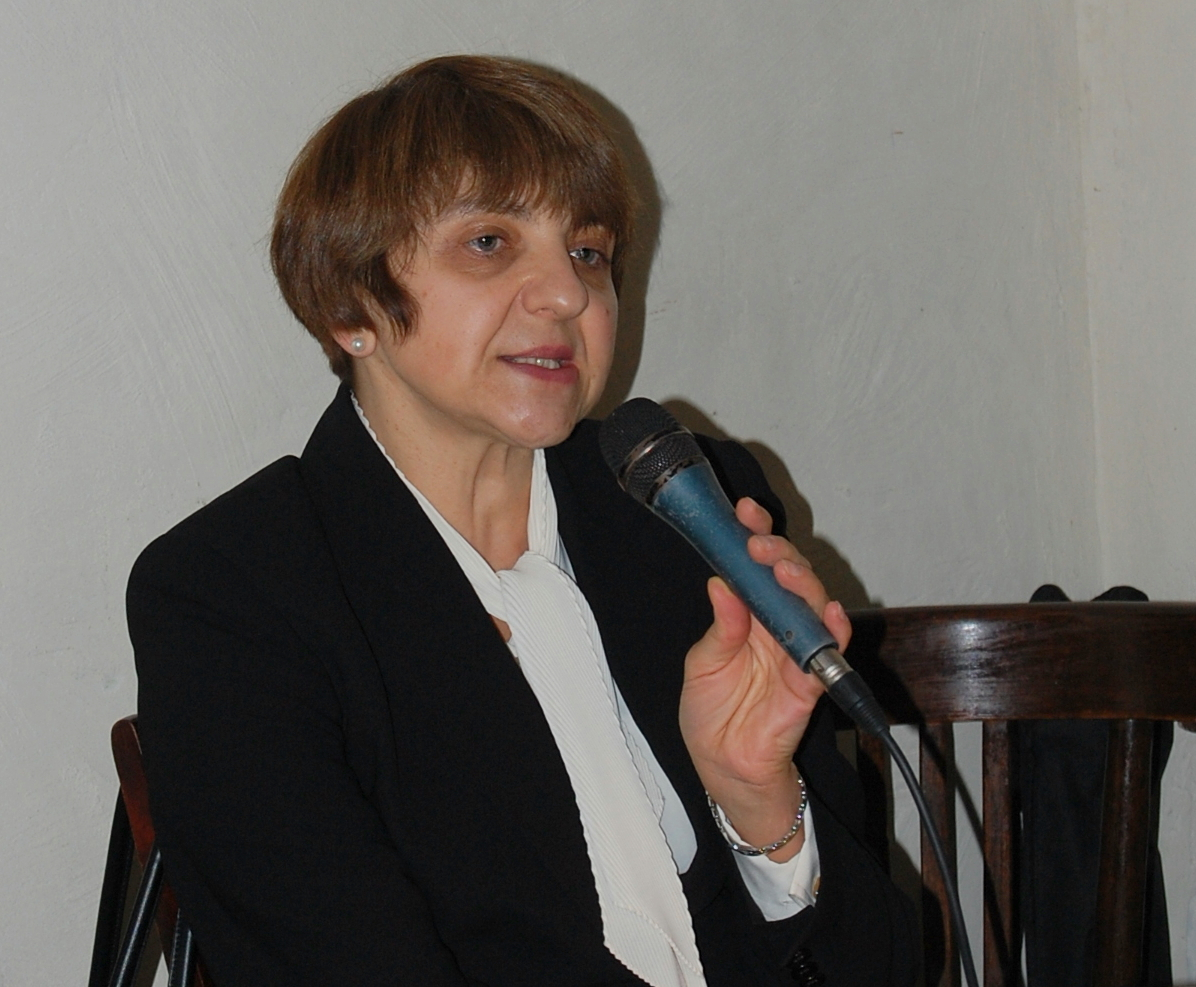
Wira Ahejewa

Wira Pawliwna Ahejewa (ukrainisch Віра Павлівна Агеєва, wiss. Transliteration Vira Pavlivna Ahejeva; * 1958) ist eine ukrainische Literaturwissenschaftlerin.

## Leben
Geboren 1958, gehörte Ahejewa ab 1990 zu einigen ukrainischen Wissenschaftlerinnen, die auf Initiative der Nationalen Akademie der Wissenschaften der Ukraine mit dem Aufbau einer feministischen Wissenschaft in der Ukraine begannen. Nach Erhalt ihres Doktortitels arbeitete sie ab 1995 als stellvertretende Herausgeberin des Journals Slovo i Chas. Ein Jahr später wurde sie Professorin der Nationalen Universität Kiew-Mohyla-Akademie. Sie gehörte neben Solomija Pawlytschko und Nila Sborowska 1998 zu den Mitbegründerinnen des Kiewer Institutes für Genderforschung, zu dessen Umfeld auch Tamara Hundorowa und Oksana Sabuschko gehörten. Gemeinsam mit diesen vier Literaturwissenschaftlerinnen und Schriftstellerinnen zählt sie Tatajana Hofmann zum Kreise Kiewer Feministinnen. 2006/2007 war sie Chopivsky Fellow of Ukrainian Studies an der Stanford University. Sie gehört zur Jury des BBC News Ukraine Book Award.
1999/2001 legte sie mit Poetessa slamu stolit: twortschist Lessi Ukrajinky w postmodernij interpretaziji eine modernistische Analyse des Werkes von Lessja Ukrajinka vor.

## Werke
Monografien
- Dialektyka chudoschnjoho poschuku: Literaturnyj prozes 60—80-ch rokiw. Naukowa Dumka, Kiew 1989, ISBN 978-5-12-000710-8.
- Pamjat podwyhu: Ukrajinska wojenna prosa 60—80-ch rokiw. Naukowa Dumka, Kiew 1989, ISBN 978-5-12-000695-8.
- Ukrajinska impressionistytschna prosa. Naukowa Dumka, Kiew 1994, ISBN 978-5-7702-0909-9.
- Poetessa slamu stolit: twortschist Lessi Ukrajinky w postmodernij interpretaziji. Lybid, Kiew 1999, ISBN 978-966-06-0138-3.
- Gender i kultura: sbirnyk statej. Wyd-wo Fakt, Kiew 2001, ISBN 978-966-7274-90-0.
- Don Schuan u switowomu konteksti. Wyd-wo Fakt, Kiew 2002, ISBN 978-966-664-056-0.
- Try doli: Marko Wowtschok w ukrajinskij, rossijskij ta franzuskij literaturi. Wydo-wo Fakt, Kiew 2002, ISBN 978-966-664-039-3.
- Jim promowljaty duscha moja bude. «Lissowa pisnja» Lessi Ukrajinky ta jiji interpretaziji. Wyd-wo Fakt, Kiew 2002, ISBN 978-966-664-034-8.
- Prosa pro schyttja inschych: Jurij Kossatsch: teksty, interpretaziji, komentari. Wyd-wo Fakt, Kiew 2003, ISBN 978-966-664-074-4.
- Sorotschynskyj jarmarok na Newskomu prospekti: ukrajinska rezepzija Hoholja. Wyd-wo Fakt, Kiew 2003, ISBN 978-966-8408-07-6.
- Schinotschyj prostir: Feministytschnyj dyskurs ukrajinskoho modernismu. Wyd-wo Fakt, Kiew 2003, ISBN 978-966-8408-01-4.
- Kyjiwski neoklassyky. Wyd-wo Fakt, Kiew 2003, ISBN 978-966-664-081-2.
- Genderna perspektywa. Fakt, Kiew 2004, ISBN 978-966-8408-40-3.
- Poetyka paradoksa: intelektualna prosa Wiktora Petrowa-Domontowytscha. Fakt, Kiew 2006, ISBN 978-966-359-133-9.
- Schenskoje prostranstwo : feministitscheski diskurs ukrainskogo modernisma. Ideja-Press, Moskau 2008, ISBN 978-5-7333-0037-5.
- Apolohija modernu: obrys XX wiku. Hrani-T, Kiew 2011, ISBN 978-966-465-292-3.
- Mysteztwo riwnowahy: Maksym Rylskyy̆ na tli epochy. Wydawnyztwo Knyha, Kiew 2012, ISBN 978-966-8314-66-7.
- Dorohy j seredochrestja: esseji. Wydawnyztwo Staroho Lewa, Lwiw 2016, ISBN 978-6-17679229-1.

Herausgeberschaften
- mit Serhij Trymbatsch (Hrsg.): Dowschenko bes hrymu: lysty, spohady, archiwni snachidky. Komora, Kiew 2014, ISBN 978-966-97346-7-9.

## Auszeichnungen
- 1996: Taras-Schewtschenko-Preis[2]
- 2008: Petro-Mohyla-Preis der Nationalen Universität Kiew-Mohyla-Akademie[2]